# Liste der Staatsoberhäupter 344
Übersicht
◄◄ | ◄ | 340 | 341 | 342 | 343 | Liste der Staatsoberhäupter 344 | 345 | 346 | 347 | 348 | ► | ►►

Weitere Ereignisse

## Afrika
- Aksumitisches Reich
  - König: Ousanas (ca. 325–ca. 345)

- Römisches Reich
  - Provincia Romana Aegyptus
    - Präfekt: Palladius (344)

## Amerika
- Maya
  - Tikal
    - König: K’inich Muwaan Jol I. (ca. 317–359)

## Asien
- Armenien
  - König: Tigranes VII. (338–350)

- China
  - Kaiser: Jin Kangdi (342–344)
  - Kaiser: Jin Mudi (344–361)
  - Sechzehn Reiche:
    - Cheng Han: Li Shi (343–347)
    - Frühere Liang: Zhang Jun (324–346)
    - Spätere Zhao: Shi Hu (334–349)
    - Frühere Yan: Murong Huang (337–348)

- Iberien (Kartlien)
  - König: Mirian III. (284–361)

- Indien
  - Gupta-Reich
    - König: Samudragupta (335–375)

  - Vakataka
  - König: Pravarasena I. (284–344)
  - König: Rudrasena I. (344–355)

- Japan
  - Kaiser: Nintoku (313–399)

- Korea
  - Baekje
    - König: Biryu (304–344)
    - König: Gye (344–346)

  - Gaya
    - König: Geojilmi (291–346)

  - Goguryeo
    - König: Goguk-won (331–371)

  - Silla
    - König: Heulhae (310–356)

- Sassanidenreich
  - Schah (Großkönig): Schapur II. (309–379)

## Europa
- Römisches Reich
  - Kaiser im Westen: Constans (337–350)
  - Kaiser im Osten: Constantius II. (337–361)
    - Konsul: Flavius Domitius Leontius (344)
    - Konsul: Sallustius Bonosus (344)